# Estantería de paletización

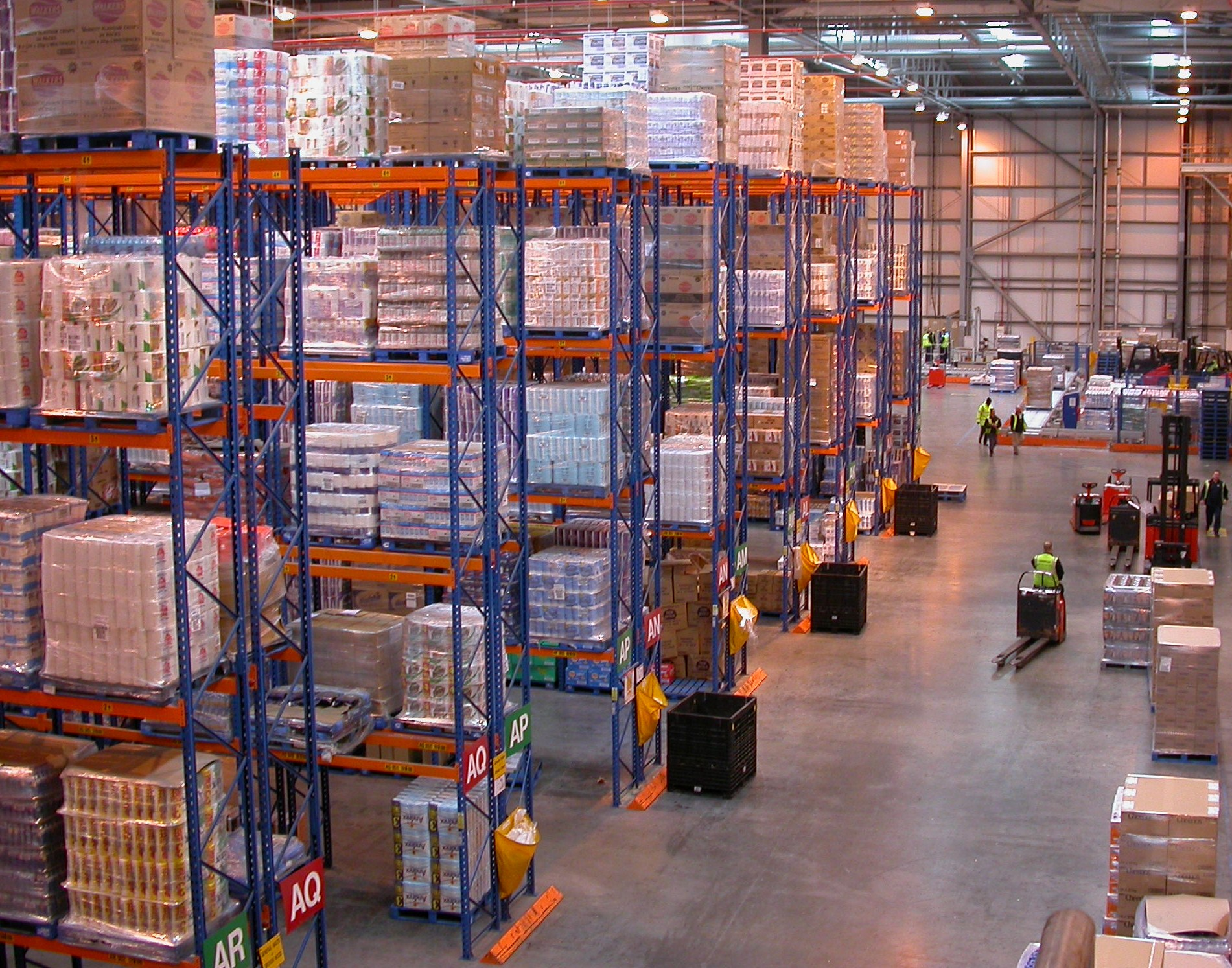
Estanterías de paletización en un centro logístico

Una estantería de paletización es una estructura metálica diseñada para almacenar mercancía paletizada, esto es, colocada sobre un palé. Están compuestas por puntales fijados al suelo y arriostrados entre sí formando escalas y por largueros horizontales que conforman niveles de carga.
Las estanterías de paletización son un sistema de almacenaje muy extendido. Su éxito se debe a su funcionalidad y a su diseño: Son elementos exentos de complejidad mecánica, su montaje es relativamente sencillo, disponen de una capacidad de carga muy considerable en cuanto a peso y volumen, optimizan el espacio disponible, especialmente la altura de almacenamiento, son modulares por lo que se adaptan a cualquier espacio y no precisan mantenimiento.
La colocación de palés en las estanterías de paletización debe de realizarse por medios mecánicos. Para ello existen vehículos especialmente diseñados para colocar los palés en los niveles de carga de la estantería. En función del peso de los palés, del grado de automatización del almacén, de la anchura de los pasillos y de la altura de las estanterías, existen distintos elementos de manutención: apiladoras, carretillas contrapesadas, carretillas retráctiles, torres bilaterales, torres trilaterales, transelevadores, etc.

## Tipos de estanterías de paletización

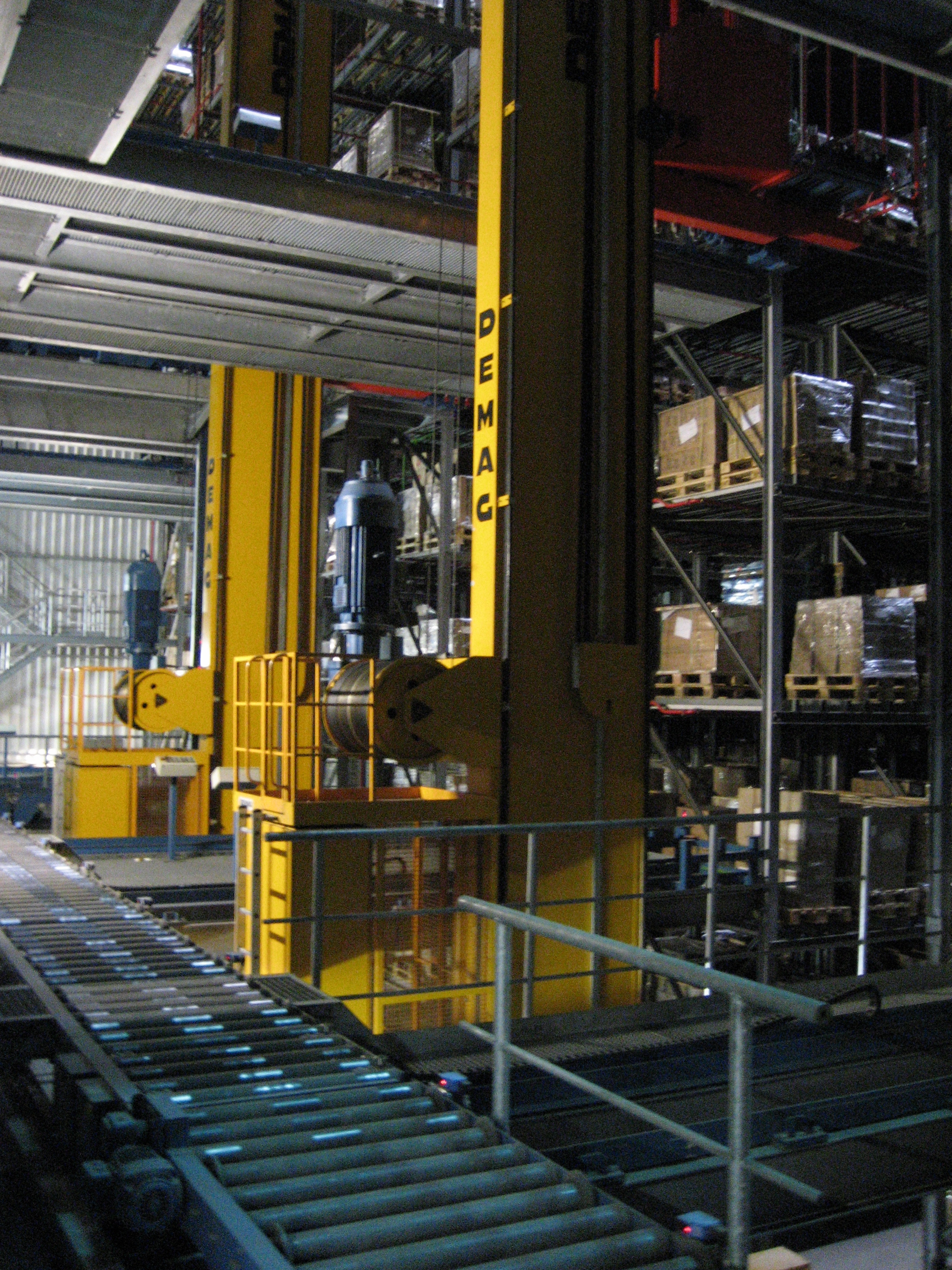
Estantería automatizada

En función de sus características, las estanterías de paletización pueden ser:
- Convencional: Es el sistema más utilizado. Proporciona un acceso directo y unitario a cada paleta. Se monta en cuerpos dobles de estantería con acceso por ambos lados lo cual conforma una sucesión regular de estanterías y pasillos. La anchura de los pasillos está en función del elemento de manutención utilizado: apilador, carretilla elevadora.
- Bases móviles: Las diferentes baterías de estanterías se desplazan por unos carriles permitiendo la eliminación de casi todos los pasillos de carga y descarga. Mayor aprovechamiento del espacio para almacenaje.
- Compacta: Permiten el almacenaje por acumulación de palets. Cada estantería puede acoger varios palets en profundidad. Los palets se apoyan en raíles laterales y son empujados mediante la propia carretilla de carga y descarga
- Dinámica: Parecida a la anterior, pero los raíles de apoyo de los palets presentan una pequeña inclinación y están dotados de rodillos de forma que los palets se desplazan a través de la estantería por gravedad. La carga y la descarga se efectúan por los extremos opuestos de la estantería.
- Automatizada: Dispone de un sistema automatizado de carga y descarga de palets, normalmente un transelevador en cada pasillo. Permite optimizar tanto la altura de almacenamiento como la capacidad de almacenamiento en planta ya que reduce de manera drástica la anchura de los pasillos.
- Autoportante: Es una variante de estantería automatizada en la que la propia estructura de la estantería sirve como soporte de los cerramientos y la cubierta del edificio.
- Sistema Shuttle: El sistema de almacenaje para cargas pesadas paletizadas con carro satélite o shuttle permite depositar mercancías en las estanterías sin necesidad de que el operario introduzca la carretilla elevadora en el interior de estas.[1]